# Mühlbergalm
Die Mühlbergalm ist eine Alm im Gemeindeteil Mühlberg der Gemeinde Oberaudorf. Die Alm gliedert sich in Untere und Obere Mühlbergalm.
Zwei Almhütten auf der Mühlbergalm stehen unter Denkmalschutz und sind unter den Nummern D-1-87-157-106 und D-1-87-157-107 in die Bayerische Denkmalliste eingetragen.

## Baubeschreibung
Die Almhütte auf der Unteren Mühlbergalm ist ein Holzbau auf einem Steinsockel mit Flachsatteldach und wurde um 1850 erbaut.
Die Almhütte auf der Oberen Mühlbergalm ist ein Holzbau auf einem Steinfundament, der um 1870 errichtet wurde.

## Heutige Nutzung
Die Mühlbergalm ist bestoßen.

## Lage
Die Mühlbergalm liegt an der B307 in der Nähe des Skigebietes am Sudelfeld auf einer Höhe von 990 m ü. NN.